# قنفذ أوروبي
القنفذ الأوروبي (الاسم العلمي: Erinaceus europaeus) وجد هذا النوع في دول أوروبا الغربية من إسبانيا وإيطاليا، شمالاً إلى الدول الإسكندنافية. هذا النوع شائع عموماً، ويندر في سردينيا (إيطاليا) حيث يتم اصطياده بالكلاب. وليس هناك دليل على انخفاض أعداده في نطاق انتشاره الأخرى.